# Dilar saldubensis
Dilar saldubensis is een insect uit de familie van de Dilaridae, die tot de orde netvleugeligen (Neuroptera) behoort. 
Dilar saldubensis is voor het eerst wetenschappelijk beschreven door Navás in Laguna in 1902.